# Syrphophagus coccidicola
Syrphophagus coccidicola is een vliesvleugelig insect uit de familie Encyrtidae. De wetenschappelijke naam is voor het eerst geldig gepubliceerd in 1932 door Gahan.